# 蒙古跳棋
蒙古跳棋，是流傳於蒙古族的兩人跳棋遊戲，吉日格之一，有對連兒、翻連兒兩種玩法，兩者各別又稱為撞棋、翻棋。

### 棋具

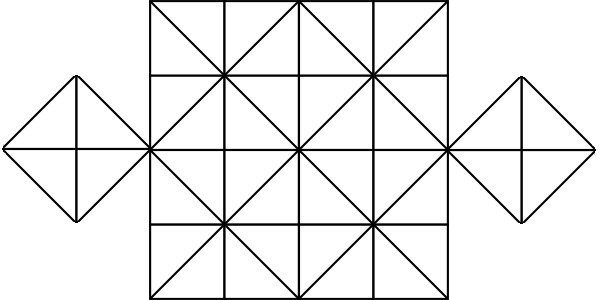
蒙古跳棋

- 棋盤為五橫五豎的橫縱線交叉，另有東南-西北向、西南-東北向的斜線各三條，並在左右兩側中點個添上一個內有十字的菱形。全部共三十三個棋點。

- 每方有十枚或十二枚棋子，以羊拐骨作棋，以面相區分敵我。正面朝上叫其格；背面朝上叫布格[1]。

### 對連兒規則
- 棋子皆放在棋點上。採用十枚棋子時，每方棋子放在離己方最近的次底、底橫列上；若採用十二枚棋子，另外兩枚放於靠近己側的菱形角點。
  - 任何棋子皆須沿線移動。

- 每回合玩家可用一枚己棋選擇二種行動之一：
  - 跳吃：跳過一枚鄰點的任何敵棋落到同方向的緊連空點，可連跳，可改變方向。移動結束後，再將所有跳過的敵棋移出棋盤，才回合結束。
  - 走子：移動到空鄰點。

- 消滅所有敵棋者獲勝。

### 翻連兒規則
- 跳翻：跳過一枚鄰點的任何敵棋落到同方向的緊連空點，可連跳，可改變方向。移動結束後，再將所有跳過的敵棋翻面，成為己方棋子，才回合結束。
- 其餘規則同對連兒。[1][2]